# Scelida
Scelida là một chi bọ cánh cứng trong họ Chrysomelidae.
Chi này được miêu tả khoa học năm 1875 bởi Chapuis.

## Các loài
Các loài trong chi này gồm:
- Scelida antennata Jacoby, 1888
- Scelida balyi Jacoby, 1878
- Scelida bella Jacoby, 1888
- Scelida elegans Chapuis, 1875
- Scelida flaviceps (Horn, 1893)
- Scelida glabrata Jacoby, 1888
- Scelida metallica Jacoby, 1888
- Scelida mexicana (Jacoby, 1888)
- Scelida mimula (Wilcox, 1965)
- Scelida nigricornis (Jacoby, 1888)
- Scelida nigripes (Allard, 1889)
- Scelida rugosa Jacoby, 1888
- Scelida tenuimaginata (Bowditch, 1925)
- Scelida viridis Jacoby, 1879